# Piero Machiavelli
Piero Machiavelli (Firenze, 4 settembre 1514 – Isole di Hyères, 19/20 ottobre 1564) è stato un militare, avventuriero e marinaio italiano.
Fu uno dei figli di Niccolò Machiavelli.

## Biografia
Nato a Firenze il 4 settembre 1514 da Niccolò Machiavelli e Marietta Corsini, trascorse i primi anni in Percussina, nel podere dell'Albergaccio dove il padre si era ritirato fino alla sua morte, avvenuta nel 1527.
Nel 1531 fu multato per essere stato scoperto a girare per Firenze con armi proibite; nel 1533 fu inquisito e condannato per la morte di un fornaciaio nei possedimenti di San Casciano. Scontò solo tre anni della pena alle prigioni fiorentine delle Stinche, liberato per le continue petizioni dei fratelli fatte a Margherita D'Austria, promessa sposa del duca di Firenze.
Dalla scarcerazione prese a viaggiare per l'Europa orientale, toccando porti in Asia e Africa. Naufragò diverse volte e fu catturato dagli ottomani  e dai corsari mussulmani.
Tuttavia fu grazie a queste navigazioni che divenne un esperto geografo e cosmografo, potendo così correggere errori risalenti addirittura a Tolomeo. Tornato in patria il duca Cosimo I de' Medici lo nominò commissario delle galee il 18 febbraio 1557. Riprese quindi a navigare e divenne il principale collaboratore del duca per la politica navale; la sua abilità viene tutta mostrata in una lettera del 1559 a Cosimo I nel quale gli fa comprendere l'importanza di un'ancora più consistente forza navale per una possibile futura guerra nel Mediterraneo.
Nell'autunno 1559 il duca di Firenze diede alcune galee al re di Spagna Filippo II, desideroso di fermare le incursioni mussulmane sulle coste del Mediterraneo, per ingrossare le file della sua spedizione volta alla conquista di Tripoli. Anche Piero prese parte alle operazioni. L'11 maggio 1560 le navi spagnole subirono un assalto da una flotta ottomana presso l'isola di Gerba e furono costrette alla fuga. Piero, dalla galea capitana, per evitare che la nave fosse presa di mira ordinò di ammainare stendardo e fanale per renderla una galea comune. Costrinse però alla fuga due navi mussulmane quando corse in soccorso della remiera di Giovanni Andrea Doria.
Furono perdute due delle navi mandate da Cosimo I in aiuto al re spagnolo; il Machiavelli individuò la debolezza di questo sistema di gestione della flotta nell'affidare l'appalto di essa a comandanti non fiorentini. A ciò Piero era contrario, poiché non si creavano legami solidi con la flotta e perché i comandanti erano interessati soltanto alle paghe, non avendo ritegno nel ritirarsi di fronte al minimo pericolo o lasciare la flotta fiorentina per servire altri clienti.  Il M. sostenne pertanto la necessità di formare un gruppo di ufficiali e di marinai che fossero alle dirette dipendenze di Cosimo I, impiegati stabilmente e stimolati a servire con fedeltà il duca da prospettive di carriera e di onori.
Per questo il duca creò l'Ordine di Santo Stefano dopo aver ottenuto l'autorizzazione da Pio IV e fu lui stesso insignito del titolo di Gran Maestro il 15 marzo 1562.
Ottenuto oltre al titolo di commissario anche quello di luogotenente, Piero entrò nella milizia stefaniana nel 1562. Riprese a navigare e nel febbraio 1563 riuscì a catturare due galeotte algerine che lo avevano assalito. Nel maggio dello stesso partecipò ad una crociera in Spagna con due navi ducali, dove una di esse fu catturata.
Una complessa operazione di Filippo II fece salpare Piero da Livorno nel 1564 per conquistare Penon de Vèlez, lungo la costa dell'Africa settentrionale. Al ritorno morì a bordo di una galea tra il 19 e il 20 ottobre 1564.